# Municipio de Grant (condado de Ottawa)
El municipio de Grant (en inglés: Grant Township) es un municipio ubicado en el condado de Ottawa en el estado estadounidense de Kansas. En el año 2010 tenía una población de 78 habitantes y una densidad poblacional de 0,83 personas por km².

## Geografía
El municipio de Grant se encuentra ubicado en las coordenadas 39°11′14″N 97°33′29″O / 39.18722, -97.55806. Según la Oficina del Censo de los Estados Unidos, el municipio tiene una superficie total de 93.8 km², de la cual 93,79 km² corresponden a tierra firme y (0,01 %) 0,01 km² es agua.

## Demografía
Según el censo de 2010, había 78 personas residiendo en el municipio de Grant. La densidad de población era de 0,83 hab./km². De los 78 habitantes, el municipio de Grant estaba compuesto por el 93,59 % blancos, el 5,13 % eran amerindios y el 1,28 % eran de una mezcla de razas. Del total de la población el 0 % eran hispanos o latinos de cualquier raza.